# 小田ゆりえ
小田 ゆりえ（おだ ゆりえ、1990年5月10日 - ）は、近畿地方を拠点に活動している日本のタレント。Dプロモーション所属。
大阪府出身。兄はプロボクサーのジャンボ織田信長書店ペタジーニ。
大阪人間科学大学の健康心理学科を卒業。
主に女優、司会者、モデル、アイドルとして活動。園田競馬場で開催される「そのだ金曜ナイター」の広報活動に従事するSKNフラッシュ8のメンバーでもある。アリオ八尾の元イメージガール（2期生）でもあり、退任した後も地元のケーブルテレビとコミュニティFMで放送される同施設インフォマーシャル番組の司会を務めている。

## 出演

### テレビドラマ
- BS時代劇 伝七捕物帳（2016年、NHK BSプレミアム）
- 金曜8時のドラマ 石川五右衛門（2016年、テレビ東京）
- ドラマ10 コピーフェイス〜消された私〜（2016年、NHK大阪放送局）
- 連続テレビ小説（NHK）
  - べっぴんさん（2016年、NHK大阪放送局）
  - わろてんか（2017年、NHK大阪放送局）
  - カムカムエヴリバディ 第16週「1983」73話,74話 （2022年2月14日、15日） - 候補者 役[7]
  - ブギウギ 第20週「ワテかて必死や」92話 - 96話（2024年2月12日 - 2月16日） - 夜の女・ラン 役[8]
  - おむすび 第23週「離れとってもつながっとうけん」111話 - （2025年3月10日 - ） - 樫山希美 役[9]

### テレビ番組
- Music Japan TVルネッサンス！（J:COMチャンネル）
- #アリオへCome on YEAH!!（J:COMチャンネル） - MC
- #アリオでござる！（J:COMチャンネル） - MC
- ラジカルビデオジョッキー（トンボリステーションで放送の街頭テレビ番組[10]） - ビデオジョッキー
- ぐるっと関西おひるまえ（NHK大阪放送局） - 「かんさい笑顔満点」リポーター
- #アリナビ！テレビ（J:COMチャンネル） - MC（隔週出演）

### ラジオ番組
- ワンプレート★アリオ（FMちゃお） - パーソナリティ
- #アリナビ！ラジオ（FMちゃお） - パーソナリティ

### 映画
- ナニワ銭道（2014年、監督：萩庭貞明）
- トイレの花子さん新章 〜花子VSヨースケ〜（2016年、監督：鳥居康剛）
- コンビニエンス・ストーリー（2022年、監督：三木聡）

### 舞台
- 劇団まげもん公演 時代劇コメディ よいではないか 17（2016年、大丸心斎橋劇場）
- 劇団未来機関公演 桃太郎（2017年、道頓堀ZAZA） - 桃太郎の妻・お菊 役[11]
- B.SQUARE プロデュース公演 愛したい。殺したい。〜殺人者たちの哀歌〜（2017年、Live Space B.SQUARE）
- 劇団未来機関公演 開国ロック（2018年、道頓堀ZAZA）

### スチールモデル
- 関西ウォーカー（角川マガジンズ）
- るるぶ京都（JTBパブリッシング）
- ネットショップ Keep You
- ネットショップ LOTUS STYLE

## ディスコグラフィ

### シングル
- Magic Breath（2014年12月10日[3]、SPACE SHOWER MUSIC）